# Людовик Французский (сын Филиппа III)
Людовик Французский (фр. Louis de France; около 1264, Франция — май 1276, Венсенский замок) — старший сын французского короля Филиппа III и Изабеллы Арагонской, с момента восшествия отца на престол (1270 год) и до смерти — наследник французского престола.

## Биография
Брак родителей Людовика, Филиппа Французского и Изабеллы Арагонской, скреплял союз, который заключили их отцы — король Франции Людовик IX и король Арагона Хайме I. Людовик стал старшим ребенком, рожденным в этом браке. Он появился на свет еще при жизни деда, Людовика IX Святого.
Летом 1270 года король Людовик IX и наследный принц Филипп отправились в крестовый поход в Тунис. В Тунисе король заболел и умер. Таким образом Филипп стал королём, а его старший сын Людовик — наследником престола.
В следующем году в Калабрии, упав с лошади, скончалась мать принца Людовика, королева Изабелла. В 1274 году овдовевший король Филипп III вступил в новый брак: он взял в жены дочь герцога Брабанта Марию.
В 1276 году юный наследник Людовик скоропостижно скончался в Венсенском замке. Фаворит короля Пьер де ла Бросс начал распространять слухи, что принц был отравлен по приказу королевы Марии Брабантской, якобы стремившейся расчистить путь к престолу для своего потомства (в том же году у неё родился сын, получивший имя умершего наследника — Людовик). Однако эти слухи выглядят маловероятными, поскольку Марии пришлось бы устранить ещё двух сыновей короля от Изабеллы Арагонской — нового наследника Филиппа и его младшего брата Карла. Так или иначе, король разочаровался в своем фаворите. В 1278 году он был арестован и без суда повешен на Монфоконе.